# Zsófia Kovács (triatleta)
Zsófia Kovács (Gyöngyös, 7 de febrero de 1988) es una deportista húngara que compite en triatlón.
Ganó una medalla de bronce en el Campeonato Mundial de Triatlón por Relevos Mixtos de 2014 y tres medallas de bronce en el Campeonato Europeo de Triatlón, en los años 2009 y 2016.

## Palmarés internacional
| Campeonato Mundial por Relevos Mixtos | Campeonato Mundial por Relevos Mixtos | Campeonato Mundial por Relevos Mixtos | Campeonato Mundial por Relevos Mixtos |
| Año                                   | Lugar                                 | Medalla                               | Prueba                                |
| ------------------------------------- | ------------------------------------- | ------------------------------------- | ------------------------------------- |
| 2014                                  | Hamburgo (Alemania)                   | Medalla de bronce                     | Relevo mixto                          |
| Campeonato Europeo                    |                                       |                                       |                                       |
| Año                                   | Lugar                                 | Medalla                               | Prueba                                |
| 2009                                  | Holten (Países Bajos)                 | Medalla de bronce                     | Relevo mixto                          |
| 2016                                  | Lisboa (Portugal)                     | Medalla de bronce                     | Individual                            |
| 2016                                  | Lisboa (Portugal)                     | Medalla de bronce                     | Relevo mixto                          |